# Olympijský stadion (Helsinky)
Helsinský olympijský stadion je víceúčelový stadion sloužící zejména pro fotbal a atletiku. Nachází se ve čtvrti Taka-Töölö v Jižním hlavním obvodu v Helsinkách v provincii Uusimaaa ve Finsku.

## Galerie

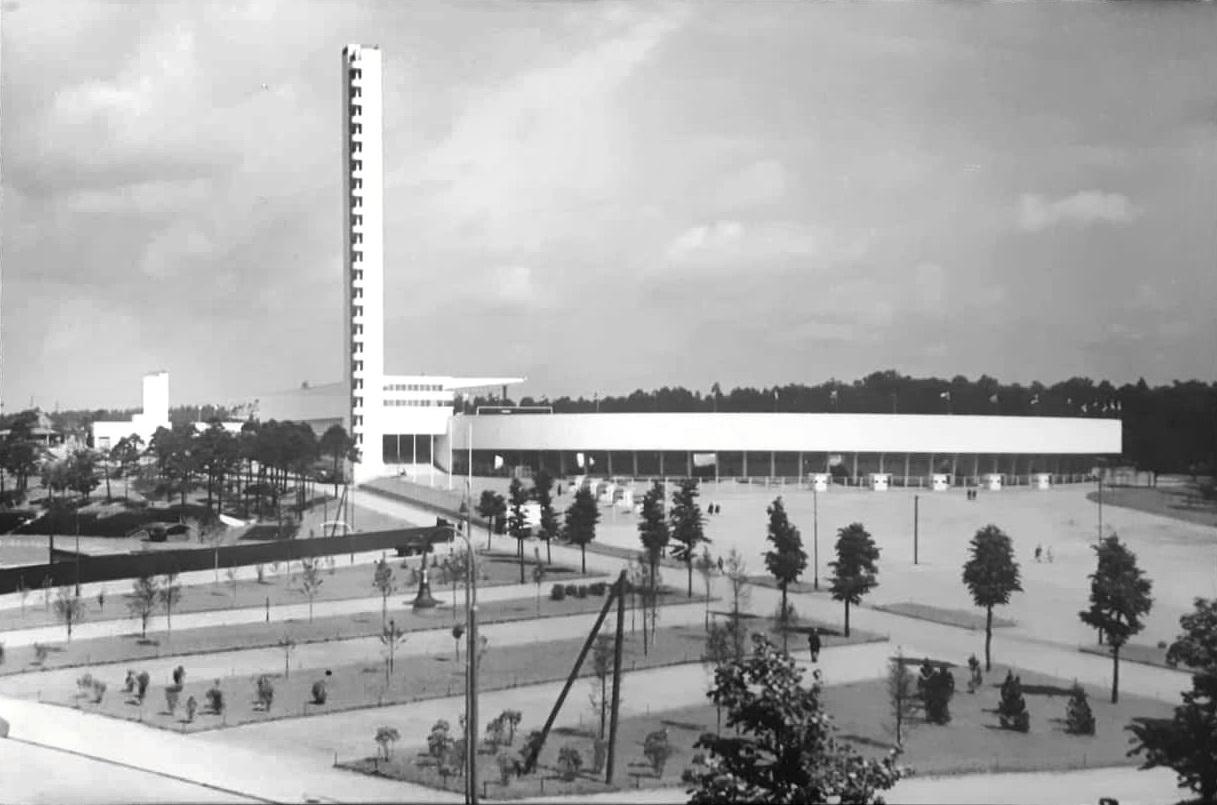

## Další informace
Helsinský olympijský stadion byl dokončený v roce 1938 a plánován pro zrušené Letní olympijské hry 1940. Byl postaven podle návrhu architektů Yrjö Lindegrena a Toivo Jänttiveho ve stylu funkcionalistické architektury. Pojme 42 062 diváků a je největším stadionem v zemi. Během Letních olympijských her 1952 byl centrálním místem soutěží v atletice, jezdectví a fotbalu. Hraje zde finská fotbalová reprezentace a využíván je rovněž pro kulturní účely (koncerty, aj.). Byl několikrát rekonstruován, zásadní renovace byla zahájena v roce 2016. Tehdy byl stadion dočasně uzavřen, opětovně otevřen byl v září 2020.